# درون‌یابی در انیمیشن
در زمینه انیمیشن رایانه‌ای و گرافیک متحرک، اینترپولیشن یا درونیابی (interpolation) همان inbetweening، به معنی پر کردن فریم‌های میانی در بین فریم‌های کلیدی است. این کار در نرم‌افزارهای انیمیشن رایانه‌ای و گرافیک متحرک، معمولاً به صورت خودکار انجام می‌شود. یعنی کاربر فریم‌های کلیدی را ایجاد می‌کند و نرم‌افزار بر اساس الگوریتم‌هایی فریم‌های میانی را تشخیص داده و جایگذاری می‌کند.
اینترپولیشن (interpolation) فرایندی است که طی آن، ویژگی‌های فضایی یا بصری یک عنصر، بین دو تا چند لحظهٔ زمانی، متحرک‌سازی شده است. به این لحظه‌های زمانی، فریم‌های کلیدی (keyframe) گفته می‌شود. فریم‌های کلیدی بیشترین تغییرات رخ داده در یک خط زمانی (تایم لاین) را تعیین می‌کنند و حاوی اطلاعاتی دربارهٔ یک شیء، مثل موقعیت، اندازه، جهت، شفافیت یا رنگ آن است.
بر خلاف انیمیشن فریم به فریم، اطلاعات مابین فریم‌های کلیدی بدون نیاز به ایجاد تک تکِ فریم‌های میانی، به‌طور خودکار محاسبه می‌شوند. به همین دلیل اینترپولیشن می‌تواند انیمیشن‌هایی را با سرعت بالاتر، و آسان‌تر و با کنترل بیشتر بر چگونگی برنامه‌ریزی حرکات و تغییرات، تولید کند. اینترپولیشن می‌تواند در حرکت اولیه عناصر در یک ترکیب یا حرکت ثانویه دوربین برای دستیابی به قاب‌بندی سیار، بکار گرفته شود.